# بیمارستان امیرکبیر (اراک)
بیمارستان امیرکبیر  واقع در استان مرکزی، شهرستان اراک بیمارستانی است آموزشی و درمانی وابسته به دانشگاه علوم پزشکی اراک با ۲۳۰ تخت ثابت که در سال ۱۳۱۸ خورشیدی تأسیس گردید. این بیمارستان در ابتدا به عنوان بیمارستان پرسنل راه آهن شروع به کار نمود و با تشکیل سازمان منطقه‌ای بهداشت و پس از آن دانشگاه علوم پزشکی اراک واگذار گردید.
هم اکنون این بیمارستان دارای بخش‌های اطفال، CCU2، ENT، NICU، POST CCU و قلب، چشم، عفونی، داخلی قلب، روانپزشکی، انکولوژی، هماتولوژی، بخش نوزادان، PICU، ccu1، اتاق عمل چشم، اتاق عمل ENT، اتاق عمل اورژانس، اورژانس اطفال، اورژانس قلب، تالاسمی و دیگر واحدهای پاراکلینیک و درمانگاهی می‌باشد.